# Greensboro
Greensboro je město v Severní Karolíně ve Spojených státech. Je třetím nejlidnatějším městem v Severní Karolíně a největším městem okresu Guilford. K 1. červenci 2009 mělo skoro 260 000 obyvatel. Město se nachází na průniku dvou velkých dálnic, I-85 a I-40. Je pojmenováno podle Nathanaela Greena.

## Slavní rodáci
- Loretta Lynchová (* 1959), americká politička ministryně spravedlnosti v letech 2015–2017
- Joey Cheek (* 1979), bývalý americký rychlobruslař, zlatý olympijský medailista ze ZOH 2006
- John Isner (* 1985), americký profesionální tenista

## Partnerská města
- Montbeliard, Francie
- sektor Buiucani města Kišiněv, Moldavsko
- Jing-kchou, Čína